# Channel One Cup

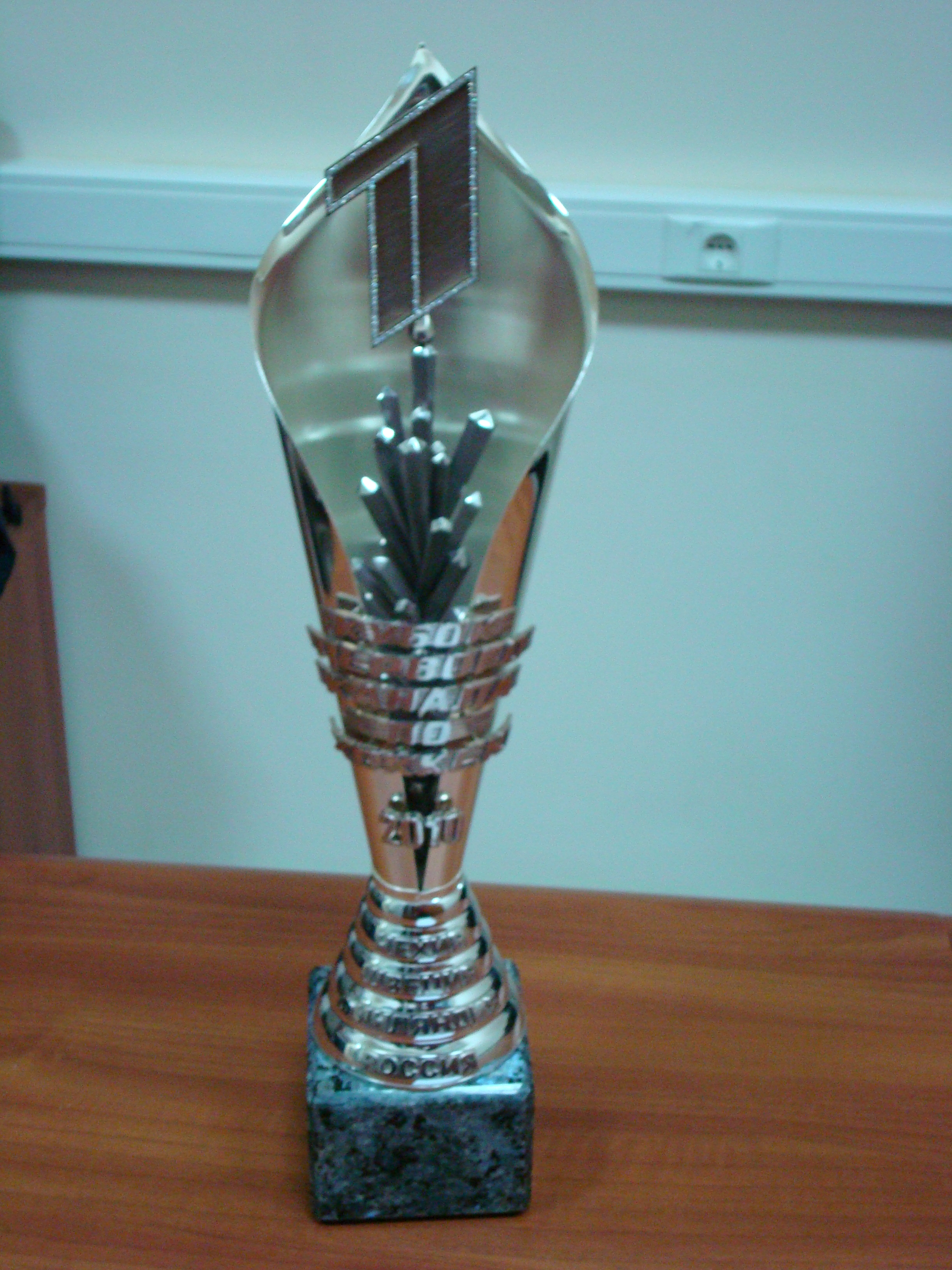
Trophäe des Channel One Cup (2010)

Der Channel One Cup (frühere Bezeichnungen Iswestija Cup, Baltika Cup, Rosno Cup) ist ein jährlich in Moskau und anderen russischen Orten stattfindendes Eishockeyturnier, an welchem normalerweise die Nationalmannschaften aus Schweden, Finnland, Russland (früher UdSSR) und Tschechien (früher ČSSR) teilnehmen. Das Turnier wird als Vierländerturnier im Rahmen der Euro Hockey Tour ausgerichtet. Zu dieser Turnierserie gehören zudem die Czech Hockey Games in Tschechien, der Karjala Cup in Finnland und die Sweden Hockey Games in Schweden.

## Geschichte
Das Turnier wurde erstmals als Internationales Eishockeyturnier anlässlich des 50. Jahrestages der Großen Sozialistischen Oktoberrevolution veranstaltet. Im Folgejahr als Internationales Eishockeyturnier durchgeführt, übernahm 1969 auf einen Vorschlag des Sport-Kommentators Boris Fedossow die Redaktion der sowjetischen Tageszeitung Iswestija die Patenschaft für diese Sportveranstaltung, nun unter dem Namen Iswestija Cup 1969. Zudem bekam die Veranstaltung – ebenfalls eine Idee Fedossows – ein Maskottchen, einen Schneemann mit Eishockeyschläger.
Mit der kanadischen Eishockeynationalmannschaft und der damaligen Eishockeynationalmannschaft der BRD nahmen in dieser Zeit – zumindest in unregelmäßigen Abständen – weitere Nationalmannschaften am Turnier teil. Nach dem Rückzug von Iswestija als Sponsor, sprang ab dem Baltika Cup 1997 die russische Bierbrauerei Baltika als Namens- und Geldgeber ein, so dass der Pokal den Namen russisch Кубок пивоваренной компании Балтика (Pokal der Bierbrauereigesellschaft Baltika) trug. Anschließend sponserte ab dem Rosno Cup 2004 für zwei Jahre der Versicherungskonzern ROSNO die Veranstaltung. Seit dem Channel One Cup 2006 trägt der Cup den Namen des russischen Fernsehsenders Kanal 1.

## Austragungen
| Veranstaltung                    | Jahr              | Goldmedaille      | Silbermedaille     | Bronzemedaille    | 4.                                                                      | 5. / weitere Pl. |
| -------------------------------- | ----------------- | ----------------- | ------------------ | ----------------- | ----------------------------------------------------------------------- | ---------------- |
| Channel One Cup                  |                   |                   |                    |                   |                                                                         |                  |
| 2018                             | Russland          | Finnland          | Schweden           | Tschechien        | –                                                                       |                  |
| 2017                             | Russland          | Tschechien        | Finnland           | Schweden          | –                                                                       |                  |
| 2016                             | Schweden          | Russland          | Finnland           | Tschechien        | –                                                                       |                  |
| 2015                             | Tschechien        | Schweden          | Finnland           | Russland          | –                                                                       |                  |
| 2014                             | Russland          | Finnland          | Schweden           | Tschechien        | –                                                                       |                  |
| 2013                             | Tschechien        | Finnland          | Russland           | Schweden          | –                                                                       |                  |
| 2012                             | Russland          | Schweden          | Finnland           | Tschechien        | –                                                                       |                  |
| 2011                             | Schweden          | Tschechien        | Russland           | Finnland          | –                                                                       |                  |
| 2010                             | Russland          | Tschechien        | Schweden           | Finnland          | –                                                                       |                  |
| 2009                             | Finnland          | Russland          | Tschechien         | Schweden          | –                                                                       |                  |
| 2008                             | Russland          | Finnland          | Tschechien         | Schweden          | –                                                                       |                  |
| 2007                             | Russland          | Tschechien        | Schweden           | –                 | –                                                                       |                  |
| 2006                             | Russland          | Finnland          | Schweden           | Tschechien        | –                                                                       |                  |
| Rosno Cup                        |                   |                   |                    |                   |                                                                         |                  |
| 2005                             | Russland          | Finnland          | Schweden           | Tschechien        | –                                                                       |                  |
| 2004                             | Russland          | Finnland          | Tschechien         | Schweden          | –                                                                       |                  |
| Baltika Cup                      |                   |                   |                    |                   |                                                                         |                  |
| 2003                             | Finnland          | Tschechien        | Russland           | Schweden          | −                                                                       |                  |
| 2002                             | Tschechien        | Finnland          | Russland           | Slowakei          | Schweden                                                                |                  |
| 2001                             | Tschechien        | Russland          | Schweden           | Finnland          | –                                                                       |                  |
| 2000                             | Russland          | Tschechien        | Finnland           | Schweden          | –                                                                       |                  |
| 1999                             | Russland          | Tschechien        | Finnland           | Schweden          | Kanada                                                                  |                  |
| 1998                             | Schweden          | Tschechien        | Finnland           | Russland          | Kanada                                                                  |                  |
| 1997                             | Tschechien        | Russland          | Finnland           | Schweden          | –                                                                       |                  |
| Iswestija Cup                    |                   |                   |                    |                   |                                                                         |                  |
| 1996                             | Schweden          | Russland          | Finnland           | Tschechien        | Kanada                                                                  |                  |
| 1995                             | Russland          | Tschechien        | Schweden           | Kanada            | Finnland                                                                |                  |
| 1994                             | Russland          | Tschechien        | Finnland           | Schweden          | 5. Italien, Norwegen 7. Frankreich, Schweiz                             |                  |
| 1993                             | Russland I        | Russland II       | Schweden           | USA               | 5. Tschechien, Frankreich 7. Finnland, Kanada 9. Norwegen, Weißrussland |                  |
| 1992                             | Russland II       | ČSFR              | Russland I         | Schweden          | 5. Finnland, Schweiz 7. Kanada, Deutschland                             |                  |
| 1991                             | nicht ausgetragen | nicht ausgetragen | nicht ausgetragen  | nicht ausgetragen | nicht ausgetragen                                                       |                  |
| 1990                             | Sowjetunion       | Schweden          | ČSFR               | Finnland          | Kanada                                                                  |                  |
| 1989                             | Sowjetunion       | Tschechoslowakei  | Finnland           | Kanada            | 5. Deutschland 6. Schweden                                              |                  |
| 1988                             | Sowjetunion       | Schweden          | Tschechoslowakei   | Kanada            | Finnland                                                                |                  |
| 1987                             | Tschechoslowakei  | Sowjetunion       | Schweden           |                   |                                                                         |                  |
| 1986                             | Sowjetunion       | Kanada            | Schweden           | Tschechoslowakei  | Finnland                                                                |                  |
| 1985                             | Tschechoslowakei  | Sowjetunion       | Schweden           | Kanada            | Finnland                                                                |                  |
| 1984                             | Sowjetunion       | Tschechoslowakei  | Finnland           | Schweden          | Deutschland                                                             |                  |
| 1983                             | Sowjetunion       | Tschechoslowakei  | Schweden           | Finnland          | Kanada                                                                  |                  |
| 1982                             | Sowjetunion       | Finnland          | Tschechoslowakei   | Schweden          | Deutschland                                                             |                  |
| 1981                             | Sowjetunion       | Tschechoslowakei  | Finnland           | Schweden          | –                                                                       |                  |
| 1980                             | Sowjetunion       | Tschechoslowakei  | Finnland           | Schweden          | –                                                                       |                  |
| 1979                             | Sowjetunion       | Tschechoslowakei  | Finnland           | Schweden          | Kanada                                                                  |                  |
| 1978                             | Sowjetunion       | Tschechoslowakei  | "NHL Future Stars" | Schweden          | Finnland                                                                |                  |
| 1977                             | Tschechoslowakei  | Sowjetunion       | Schweden           | Finnland          | Nordiques de Québec                                                     |                  |
| 1976                             | Sowjetunion       | Schweden          | Tschechoslowakei   | Winnipeg Jets     | Finnland                                                                |                  |
| 1975                             | Sowjetunion       | Tschechoslowakei  | Schweden           | Finnland          | –                                                                       |                  |
| 1974                             | Tschechoslowakei  | Sowjetunion       | Schweden           | Finnland          | –                                                                       |                  |
| 1973                             | Sowjetunion       | Tschechoslowakei  | Finnland           | Polen             | Schweden                                                                |                  |
| 1972                             | Sowjetunion       | Tschechoslowakei  | Schweden           | Finnland          | Polen                                                                   |                  |
| 1971                             | Sowjetunion       | Tschechoslowakei  | Finnland           | Schweden          | –                                                                       |                  |
| 1970                             | Tschechoslowakei  | Sowjetunion       | Schweden           | Finnland          | Polen                                                                   |                  |
| 1969                             | Sowjetunion       | Kanada            | Tschechoslowakei   | Schweden          | 5. Finnland 6. DDR                                                      |                  |
| Internationales Eishockeyturnier |                   |                   |                    |                   |                                                                         |                  |
| 1968                             | Sowjetunion A     | Sowjetunion B     | Finnland           | –                 | –                                                                       |                  |
| 1967                             | Sowjetunion A     | Sowjetunion B     | Tschechoslowakei B | Tschechoslowakei  | 5. Kanada 6. Polen                                                      |                  |

## Medaillenspiegel
| Medaillenspiegel Stand 2020         | Medaillenspiegel Stand 2020 | Medaillenspiegel Stand 2020 | Medaillenspiegel Stand 2020 | Medaillenspiegel Stand 2020 |
| ----------------------------------- | --------------------------- | --------------------------- | --------------------------- | --------------------------- |
| Mannschaft                          |                             |                             |                             |                             |
| Russland / Sowjetunion              | 35                          | 14                          | 5                           |                             |
| Tschechien/Tschechoslowakei         | 10                          | 21                          | 10                          |                             |
| Schweden                            | 5                           | 5                           | 17                          |                             |
| Finnland                            | 2                           | 10                          | 19                          |                             |
| Kanada                              | –                           | 2                           | 1                           |                             |
| inklusive der A- und B-Mannschaften |                             |                             |                             |                             |